# Hyalyris aquilonia
Hyalyris aquilonia är en fjärilsart som beskrevs av Fox 1941. Hyalyris aquilonia ingår i släktet Hyalyris och familjen praktfjärilar. Inga underarter finns listade i Catalogue of Life.